# Moosbergstraße 60
Das Wohnhaus in der Moosbergstraße 60 ist ein Bauwerk in Darmstadt.

## Geschichte und Beschreibung
Das viergeschossiges Wohnhaus wurde um das Jahr 1905 erbaut.
Das Gebäude besitzt eine vollständig erhaltene Jugendstilfassade.
Der Einfluss der Darmstädter Künstlerkolonie auf die Gestaltung des Bauwerks ist unverkennbar.
Vielfältige Putztechniken sowie farbliche Fassung des Stuck- und Putzdekors prägen die dreiachsige Fassade.
Zwei stilisierte Pfaue schmücken die Mitte des in den Straßenraum gewölbten Bogengiebels.
Geometrische, grafische Bandmotive im Putz umrahmen die drei Fensterachsen.
Eine teilweise Vergoldung der Bauzier verstärkt ihre plastische Wirkung.

## Denkmalschutz
Das Wohnhaus in der Moosbergstraße ist ein typisches Beispiel für den Jugendstil im frühen 20. Jahrhundert in Darmstadt.
Aus architektonischen, baukünstlerischen und stadtgeschichtlichen Gründen ist das Gebäude ein Kulturdenkmal.